# Francesc Barceló i Caimaris
Francesc Barceló i Caimaris   (Ciutadella de Menorca, 1814 - Ciutadella de Menorca, 1858) va ser un escriptor, poeta i procurador dels tribunals menorquí. Com a poeta, va escriure poesia tant en català com en castellà, i com a escriptor, va escriure dues novel·les probablement de caràcter satíric. També va publicar Historia de Menorca (1837) publicada, primerament i parcialment, en la Revista de Menorca (1911-14); se'l considera un historiador no gaire acurat. Aquest llibre és l'únic que els heu descendents no havia estat destruït.